# Lapáncsa
Lapáncsa é um município da Hungria, situado no condado de Baranya. Tem 4,36 km² de área e sua população em 2019 foi estimada em 179 habitantes.